# Hiatus Kaiyote
Hiatus Kaiyote é uma banda de neo-soul formada em 2011, em Melbourne, Austrália. O grupo é composto por Naomi “Nai Palm” Saalfield (vocalista e guitarrista); Paul Bender (contrabaixo); Simon Mavin (teclado); e Perrin Moss (bateria e percussão). A banda ganhou grande repercussão após um tweet do cantor Prince, contendo a frase “Não se preocupe... apenas clique” e um link redirecionando para a página do videoclipe da música “Nakamarra”.

## História

### 2011-2014: Começo
“Kaiyote” não é uma palavra. É uma palavra inventada, mas que soa parecido com peiote e coiote – é uma palavra que envolve a criatividade de quem escuta, e também como percebem. Então isso te lembra coisas, mas nada específico. Quando eu olhei para essa conexão foi como a sociedade admirando um pássaro pelo mundo todo, para mim foi um grande presságio, porque eu sou uma "lady pássaro". Um hiato é essencialmente uma pausa, é um momento no tempo. Então, para mim, um hiato é tomar uma pausa na sua vida para aproveitar o seu redor, ter uma visão panorâmica completa de suas experiências e absorver, e "kaiyote" é expressa de uma maneira que envolve a criatividade do ouvinte.

— Nai Palm, explicando o nome da banda.
O quarteto sugere que foi o destino que os uniu por uma série de coincidências em sua cidade natal, Melbourne, no ano de 2011. A cantora e compositora Nai Palm foi a força que cristalizou a perspectiva para a Hiatus Kaiyote: “Eu sempre soube que queria estar em uma banda, mas nunca soube que poderia ser o assunto”, diz ela. Foi em uma apresentação sua, com um violão rosa com cordas de náilon em um bar da cidade que fez com que Paul Bender a conhecesse e a procurasse mais tarde. Um ano depois, os dois começaram a colaborar em composições que sentiam intuitivas. Paul trouxe o tecladista Simon Mavin e o multi-instrumentista Perrin Moss para o grupo, dando movimento a força elétrica e natural da Hiatus Kaiyote. Simon e Paul dividiam um apartamento e os outros moravam nas proximidades. Desde o primeiro ensaio junto, a banda compartilhou de um tubo de conexão telepática. Hiatus Kaiyote fez seu primeiro show em um circo local, cenário que se adequava a sua natureza eclética. Nai Palm havia trabalhado como dançarina manipulando fogo em Melbourne antes de focar na música.
A banda lançou seu álbum de estreia, Tawk Tomahawk, de forma independente em 2012, sendo este notado por vários músicos, incluindo Q-Tip, Animal Collective, The Dirty Projectors e Erykah Badu. Pouco depois, a banda foi notada por Salaam Remi. Remi estava trabalhando como agente/caça talentos para Sony Music Entertainment, que lhe deu a oportunidade de começar seu próprio selo, intitulado Flying Buddha. A banda assinou com a gravadora de Remi pouco depois, relançando Tawk Tomahawk pelo selo Sony Masterwoks em conjunto da Flying Buddha, que distribui seu álbum de estreia mundialmente. Remi logo apresentou a banda a Q-Tip, o que levou ao que ele caracteriza como remix de “Nakamarra”, incluindo no relançamento da banda. “Questlove e Erykah Badu tem saído do seu caminho para promover a banda. Tem havido muito apoio da comunidade de músicos, local e internacionalmente. Como um músico é o que há”. Stereogum definiu Hiatus Kaiyote como “banda a ser vista”. Gilles Peterson nomeou a banda como revelação de 2013. Após o lançamento de “Nakamarra”, a banda recebeu apoio público de Prince e Questlove via Twitter, que influenciaram seus seguidores a ouvir a música.
A banda começou a receber evidência no cenário mundial em 2014, quando foram nomeados para concorrer ao 56º Grammy na categoria Grammy Award para Best R&B Performance (Melhor Apresentação de R&B) com o remix de sua canção "Nakamarra", com a participação de Q-Tip, mas que acabou perdendo para Snarky Puppy e Lalah Hathaway com a música “Something”. Em outubro de 2014, a banda se juntou a Remi (jovem cantor de rap de Melbourne, e não Salaam Remi), Kirkis, e Silent Jay & Jace XL para embarcar em uma turnê pela Austrália, intitulada 'The Sonic Architects National Conference’ (Conferência Nacional dos Arquitetos Sônicos). Três vocalistas de apoio (Jace, Loreli e Jay Jay) foram adicionados para a turnê. O músico Taylor McFerrin, filho de Bobby McFerrin, conheceu a banda durante turnê australiana, e a recomendou a outros, trazendo assim mais visibilidade. “Todos que entraram em contato promoveram isso”, disse Nai Palm. A banda credita a McFerrin a atenção internacional recebida na parte final da turnê, em janeiro de 2015. 

### 2015:Choose Your Weapon
A banda lançou seu segundo álbum, intitulado Choose Your Weapon, em 4 de maio de 2015. Nai Palm descreveu o álbum como uma "extensão" do primeiro, e afirmou que ela e a banda não tinham intenção de fazer uma espécie de sequência. Durante a gravação, a banda queria prestar homenagem ao formato de mixtape, então incorporando uma série de interlúdios. A plataforma de avaliações (resenhas) Metacritic deu ao álbum classificação 87 (de 100), com base em 6 avaliações, indicando "universal acclaim" ("aclamação universal" [tradução livre]). Em 9 de maio de 2015, “Choose Your Weapon” estreou na posição 22 da parada de álbuns da Austrália, a ARIA Charts. O álbum também se tornou o primeiro lançamento da banda, na parada dos EUA, ficando na 127ª posição na “US Billboard 200”, e 11ª na “US Billboard Top R&B/Hip-Hop Albums”.
A canção "Breathing Underwater" de seu segundo álbum concorreu a categoria Grammy Award para Best R&B Performance no 58º Grammy Awards, mas perdeu para a música “Earned It” de The Weeknd (trilha sonora do filme 50 Tons de Cinza).

## Gênero Musical
Hiatus Kaiyote não se enquadra em um gênero musical específico, e isso fica mais evidente em seu segundo lançamento. Stevie Wonder, Otis Redding, Flying Lotus, flamenco, música tradicional do Mali e da Colômbia influenciam o grupo. “Você erradica rótulos e barreiras” comenta Nai Palm. “As palavras são importantes, mas a maneira que estão em forma torna maleável para o ouvinte absorver. Como você procede envolve muita energia e eu amo isso”.
Como há muita mistura em seu som, a banda se autodenomina, ironicamente, como se encaixando no estilo "Multi-Dimensional, Polyrhythmic Gangster Shit" ("Porcaria Polirrítmica Gângster Multidimensional").

## Discografia

### Álbuns
| Title                 | Details                                                                |
| --------------------- | ---------------------------------------------------------------------- |
| Tawk Tomahawk         | - Lançamento: abril, 2012 - Gravadora: Flying Buddha, Sony Masterworks |
| Choose Your Weapon    | - Lançamento: Maio, 2015 - Gravadora: Flying Buddha,Sony Masterworks   |
| Mood Valiant          | - Lançamento: Junho, 2021 - Gravadora: Brainfeeder                     |
| Love Heart Cheat Code | - Lançamento: 2024                                                     |

### EPs
- Live in Revolt (2013)
- By Fire (2014)
- Spotfy Sessions (2015)
- Recalibrations Vol.1 (2016)

### Singles
- Breathing Underwater (2015)
- Shaolin Monk MotherFunk (2015)
- Breathing Underwater - DJ Spinna Galactic Soul Remix (2015)
- Christmas Time Is Here (2020)
- Get Sun feat. Arthur Verocai (2021)
- Red Room (2021)
- Chivalry Is Not Dead (2021)

### Videoclipes
- Nakamarra (2013)
- Breathing Underwater (2015)
- Red Room (2021)
- Get Sun feat. Arthur Verocai (2021)